# ريجيس غروف
ريجيس غروف هو سياسي أمريكي، ولد في 8 أبريل 1935 في مونماوث في الولايات المتحدة، وتوفي في 5 أكتوبر 2014. نشط حزبياً في الحزب الديمقراطي. وقد انتخب عضو مجلس ولاية كولورادو ‏.